# Albanactus
Albanactus est un roi légendaire de l’île de Bretagne (actuelle Grande-Bretagne), dont l’« histoire » est rapportée par Geoffroy de Monmouth dans son Historia regum Britanniae (vers 1135). Il serait contemporain de l’aède grec Homère.

## Biographie légendaire
Albanactus est le plus jeune fils du roi Brutus de Bretagne, le fondateur du royaume après la guerre de Troie, et d’Innogen. À la mort de son père, le royaume de Bretagne est partagé en trois parties :
- Locrinus reçoit le centre de l’île à qui il donne le nom de « Loegrie »,
- Kamber reçoit la « Cambrie » (actuel Pays de Galles) et lui donne son nom,
- Albanactus, quant à lui, hérite de la région du nord et l’appelle « Albanie » (Écosse).

Alors que la paix règne dans les trois royaumes, Humber le roi des Huns débarque dans l’île et attaque l’Albanie. Albanactus ayant été tué, Locrinus s’allie à Kamber et lève une armée pour affronter les Huns. Humber prend la fuite, mais se noie dans la rivière qui porte maintenant son nom 
|                               |                               |                               |                               |                               |                               |  |  |                        |  |  |  |  |  |  |  | Énée                                     |                                          |                                          |                                          |                                          |                                          |  |  |                       |                       |                       |                       |                       |                       |  |  |                          |                          |                          |                          |                          |                          |  |  |
|                               |                               |                               |                               |                               |                               |  |  |                        |  |  |  |  |  |  |  |                                          |                                          |                                          |                                          |                                          |                                          |  |  |                       |                       |                       |                       |                       |                       |  |  |                          |                          |                          |                          |                          |                          |  |  |
|                               |                               |                               |                               |                               |                               |  |  |                        |  |  |  |  |  |  |  | Ascagne                                  |                                          |                                          |                                          |                                          |                                          |  |  |                       |                       |                       |                       |                       |                       |  |  |                          |                          |                          |                          |                          |                          |  |  |
|                               |                               |                               |                               |                               |                               |  |  |                        |  |  |  |  |  |  |  |                                          |                                          |                                          |                                          |                                          |                                          |  |  |                       |                       |                       |                       |                       |                       |  |  |                          |                          |                          |                          |                          |                          |  |  |
|                               |                               |                               |                               |                               |                               |  |  |                        |  |  |  |  |  |  |  | Silvius                                  |                                          |                                          |                                          |                                          |                                          |  |  |                       |                       |                       |                       |                       |                       |  |  |                          |                          |                          |                          |                          |                          |  |  |
|                               |                               |                               |                               |                               |                               |  |  |                        |  |  |  |  |  |  |  |                                          |                                          |                                          |                                          |                                          |                                          |  |  |                       |                       |                       |                       |                       |                       |  |  |                          |                          |                          |                          |                          |                          |  |  |
| Corineus roi de Cornouailles  | Corineus roi de Cornouailles  | Corineus roi de Cornouailles  | Corineus roi de Cornouailles  | Corineus roi de Cornouailles  | Corineus roi de Cornouailles  |  |  |                        |  |  |  |  |  |  |  | Brutus 1er roi de Bretagne               | Brutus 1er roi de Bretagne               | Brutus 1er roi de Bretagne               | Brutus 1er roi de Bretagne               | Brutus 1er roi de Bretagne               | Brutus 1er roi de Bretagne               |  |  |                       |                       |                       |                       |                       |                       |  |  | Innogen                  | Innogen                  | Innogen                  | Innogen                  | Innogen                  | Innogen                  |  |  |
| Corineus roi de Cornouailles  | Corineus roi de Cornouailles  | Corineus roi de Cornouailles  | Corineus roi de Cornouailles  | Corineus roi de Cornouailles  | Corineus roi de Cornouailles  |  |  |                        |  |  |  |  |  |  |  | Brutus 1er roi de Bretagne               | Brutus 1er roi de Bretagne               | Brutus 1er roi de Bretagne               | Brutus 1er roi de Bretagne               | Brutus 1er roi de Bretagne               | Brutus 1er roi de Bretagne               |  |  |                       |                       |                       |                       |                       |                       |  |  | Innogen                  | Innogen                  | Innogen                  | Innogen                  | Innogen                  | Innogen                  |  |  |
|                               |                               |                               |                               |                               |                               |  |  |                        |  |  |  |  |  |  |  |                                          |                                          |                                          |                                          |                                          |                                          |  |  |                       |                       |                       |                       |                       |                       |  |  |                          |                          |                          |                          |                          |                          |  |  |
|                               |                               |                               |                               |                               |                               |  |  |                        |  |  |  |  |  |  |  |                                          |                                          |                                          |                                          |                                          |                                          |  |  |                       |                       |                       |                       |                       |                       |  |  |                          |                          |                          |                          |                          |                          |  |  |
| Guendoloena reine de Bretagne | Guendoloena reine de Bretagne | Guendoloena reine de Bretagne | Guendoloena reine de Bretagne | Guendoloena reine de Bretagne | Guendoloena reine de Bretagne |  |  |                        |  |  |  |  |  |  |  | Locrinus roi de Loegrie puis de Bretagne | Locrinus roi de Loegrie puis de Bretagne | Locrinus roi de Loegrie puis de Bretagne | Locrinus roi de Loegrie puis de Bretagne | Locrinus roi de Loegrie puis de Bretagne | Locrinus roi de Loegrie puis de Bretagne |  |  | Kamber roi de Cambrie | Kamber roi de Cambrie | Kamber roi de Cambrie | Kamber roi de Cambrie | Kamber roi de Cambrie | Kamber roi de Cambrie |  |  | Albanactus roi d’Albanie | Albanactus roi d’Albanie | Albanactus roi d’Albanie | Albanactus roi d’Albanie | Albanactus roi d’Albanie | Albanactus roi d’Albanie |  |  |
| Guendoloena reine de Bretagne | Guendoloena reine de Bretagne | Guendoloena reine de Bretagne | Guendoloena reine de Bretagne | Guendoloena reine de Bretagne | Guendoloena reine de Bretagne |  |  |                        |  |  |  |  |  |  |  | Locrinus roi de Loegrie puis de Bretagne | Locrinus roi de Loegrie puis de Bretagne | Locrinus roi de Loegrie puis de Bretagne | Locrinus roi de Loegrie puis de Bretagne | Locrinus roi de Loegrie puis de Bretagne | Locrinus roi de Loegrie puis de Bretagne |  |  | Kamber roi de Cambrie | Kamber roi de Cambrie | Kamber roi de Cambrie | Kamber roi de Cambrie | Kamber roi de Cambrie | Kamber roi de Cambrie |  |  | Albanactus roi d’Albanie | Albanactus roi d’Albanie | Albanactus roi d’Albanie | Albanactus roi d’Albanie | Albanactus roi d’Albanie | Albanactus roi d’Albanie |  |  |
|                               |                               |                               |                               |                               |                               |  |  |                        |  |  |  |  |  |  |  |                                          |                                          |                                          |                                          |                                          |                                          |  |  |                       |                       |                       |                       |                       |                       |  |  |                          |                          |                          |                          |                          |                          |  |  |
|                               |                               |                               |                               |                               |                               |  |  | Maddan roi de Bretagne |  |  |  |  |  |  |  |                                          |                                          |                                          |                                          |                                          |                                          |  |  |                       |                       |                       |                       |                       |                       |  |  |                          |                          |                          |                          |                          |                          |  |  |

## Sources
- Geoffroy de Monmouth, Histoire des rois de Bretagne, traduit et commenté par Laurence Mathey-Maille, Les Belles lettres, coll. « La Roue à livres », Paris, 2004,  (ISBN 2-251-33917-5).
- (en) Peter Bartrum, A Welsh classical dictionary: people in history and legend up to about A.D. 1000, Aberystwyth, National Library of Wales, 1993, p. 11 ALBANACTUS. (Fictitious)